# Тан Шаои
Тан Шаои́ (кит. трад. 唐紹儀, упр. 唐绍仪, пиньинь Táng Shàoyí), второе имя — Шаочуань (кит. 少川), — политический деятель и дипломат периода конца династии Цин и начала Китайской Республики. Он занимал пост первого премьер-министра Китайской республики в 1912 году, а затем другие различные должности в военном правительстве Гуанчжоу и Национальном правительстве. 30 сентября 1938 года был убит в Шанхае шпионом бюро расследований и статистики военного комитета Национального правительства.

## Жизнь и деятельность

### Ранний период жизни
2 января 1862 Тан Шаои родился в городке Танцзявань округа Сяншань пров. Гуандун (ныне город Чжухай), был четвёртым из шести братьев. В раннем детстве Тан Шаои учился в Шанхае, а также в Императорской академии в Гонконге. В 1874 году в возрасте 12 лет его отправили на учёбу в Соединённые Штаты . Он обучался в начальной школе в Спрингфилде, Массачусетс, а также в средней школе в Хартфорде, Коннектикут, позже окончил Колумбийский университет.

### Карьера
В 1881 году, после того как Тан Шаои вернулся в Китай, его отправили в училище военно-морского флота в Тяньцзине, чтобы продолжить обучение. В 1882 году Тан Шаои в качестве атташе лингвиста Пол Георг вон Моллендорфа отправился в Корею, чтобы помогать в таможенных делах. В 1884 году, когда произошёл Мятеж года Капсин, Тан Шаои выступил против Моллендорфа, что впечатлило Юань Шикая, который в то время также находился в Корее. Тан Шаои был назначен генеральным консулом в Корее в 1895 году и занимал эту должность до сентября 1898 года, пока не вернулся в Китай из-за смерти своего отца.
24 мая 1899 года Ли Хунчжан занял должность наместника Лянгуана, и Тан Шаои отправился работать вместе с ним. В ноябре Юань Шикай был назначен генерал-губернатором Шаньдуна, Тан Шаои в свою очередь решал дипломатические вопросы в качестве окружного начальника. В 1901 году Юань Шикай был назначен генерал-губернатором Чжили и генеральным инспектором (заведующим торговлей) Северных портов, а Тан Шаои совмещал должности смотрителя таможни г. Тяньцзинь и управляющего Бэйаньским университетом. Работа Тан Шаои в этот период была высоко оценена не только его коллегами, но и самим Юань Шикаем.

### Пик Ихэтуаньского восстания
Во время пребывания в Тяньцзине Тан Шаои, благодаря своему дипломатическому опыту, подружился с будущим президентом США Гербертом Гувером. В 1900-м году в пик Ихэтуаньского восстания множество людей, включая Тан Шаои и его семью, пряталось в районе диаспоры. В то время дом, в котором они жили, находился через дорогу от дома Герберта Гувера. Однажды ночью несколько артиллерийских снарядов попали прямо в дом. Жена Тан Шаои и четыре маленьких дочери погибли на месте. Герберт Гувер и другие после того, как услышали эту новость, тотчас прибыли на место происшествия и укрыли выживших в доме Гуверов. В 1928 году Герберт Гувер баллотировался в президенты США. Политические оппоненты обвиняли его в использовании незаконных средств для накопления денег в Китае, Тан Шаои отправлял телеграмму из Китая, дабы доказать его невиновность,

### Противостояние Британской агрессии в сторону Тибета
В 1904 году Великобритания напала на Тибет, и Тибет обратился к цинскому правительству за помощью. Двор Цин отправил Тан Шаои в Индию для проведения переговоров с Великобританией и подписания китайско-английской конвенции о Тибете и Индии. В течение этого периода Тан Шаои использовал различные дипломатические средства, чтобы помешать Великобритании заполучить Тибет.
Когда Тан Шаои встретился британскими официальными лицами, он вызвал отвращение у Джорджа Кёрзона, генерал-губернатора Индии. Поскольку лорд Кёрзон отказывался идти на уступки, большая часть делегации пришла в отчаяние, но только не Тан Шаои, так как во время своего пребывания в США он узнал, что в условиях демократии даже самые властные люди должны подчиняться желаниям общества. Тан Шаои знал, что британское вторжение в Тибет не приветствуется британскими избирателями. Кроме того, ему сообщили, что в составе британской делегации в Лхасе есть высокопоставленный чиновник, лорд Герберт Китченер, британский командующий в Индии, уступающий по статусу только лорду Кёрзону. Он всегда решительно выступал против этого вторжения и предпочитает, чтобы Китай продолжил править Тибетом. Тан Шаои не упустил возможность представиться лорду Китченеру. И Тан Шаои, и Герберт Китченер были заядлыми любителями конного спорта, вдобавок оба любили китайский фарфор, поэтому они пришлись друг другу по душе. Давление с материковой части Великобритании и постоянное сопротивление лорда Китченера вторжению в Тибет в конечном итоге привели к поражению лорда Кёрзона. В 1906 году Китай и Великобритания подписали Китайско-английскую конвенцию о Тибете и Индии, в которой Великобритания согласилась на восстановление суверенитета Китая над Тибетом, что сделало невозможным получение Великобританией Тибета.

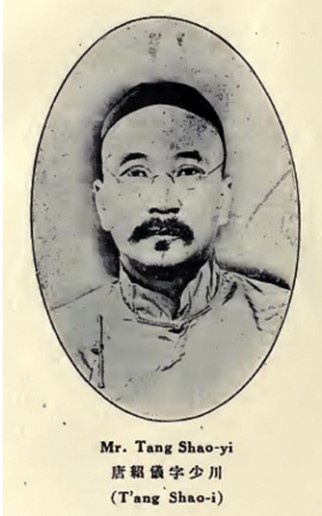
Тан Шаои в списке «Кто есть кто в Китае»

### Работа в таможенной налоговой службе
Тан Шаои был добился восстановления контроля над таможней и таможенными сборами. 9 мая 1906 г. Тан Шаои был назначен министром, ответственным за таможенные пошлины. Таким образом, все китайские и иностранные таможенники находились под его контролем. Когда он вступил в должность, то заявил, что новый приказ о таможенном налогообложении является одним из ключей к восстановлению налоговых прав, а наём иностранцев должен быть возвращён под контроль Китая. С этого момента иностранцы, которые десятилетиями монополизировали положение в таможенной и налоговых сферах, были вынуждены работать под руководством китайской стороны.
Тан Шаои был первым генерал-губернатором г. Фэнтянь (ныне г. Шэньян) и был ответственен за дипломатические отношения на северо-востоке. 7 августа Сюй Шичан и Тан Шаои подписали меморандум с пребывающем в г. Фэнтянь генеральным консулом США Уиллардом Стрейтом об инвестировании в строительство новой железной дороги, однако вскоре, из-за кризиса американского доллара, инвестировать в строительство железной дороги были приглашены британцы. 6 ноября Сюй Шичан и Тан Шаои подписали с британцами новый проект соглашения на строительство железной дороги, а также договор о займе в размере 500 000 фунтов.
В октябре 1908 года Тан Шаои отправился из Шанхая в Соединённые Штаты через Японию, затем из Соединённых Штатов в Европу и вернулся в Пекин в июле 1909 года. Во время этой поездки он тайно посетил Соединённые Штаты в качестве специального посланника цинского правительства. Целью его поездки было продвижение китайско-германо-американского альянса и снижение пошлин. Хотя Тан Шаои и был принят президентом США, но никакого прогресса он не добился. Во время своего визита в Соединённые Штаты Тан Шаои принял в посольстве 40 китайских студентов. На встрече Гу Вэйцзюнь в качестве представителя студентов выступил с речью. Тан Шаои сразу заметил в нём перспективный талант, поэтому, когда Юань Шикай стал премьер-министром, Тан Шаои сразу же рекомендовал ему Гу Вэйцзюня.

### Мирные переговоры между Югом и Севером
Когда разразилась революция 1911 года, Тан Шаои выступал представителем цинского правительства в «мирных переговорах между Севером и Югом». Он вёл переговоры в Шанхае с У Тинфаном, представителем народной армии Юга. В парламенте Тан Шаои предложил пойти на уступки Югу, проводя политику «поддержки Юань Шикая». 13 марта 1912 года Юань Шикай назначил Тан Шаои первым премьер-министром Китайской Республики. Тан Шаои прибыл в Нанкин 25 марта, чтобы обсудить с Сунь Ятсеном и другими состав государственной канцелярии и принять временное правительство Нанкина. 30 марта он присутствовал на приветственном банкете, организованном Сунь Ятсеном. На банкете Цай Юаньпей, Хуан Син и другие убеждали его вступить в Тунмэнхой, и в итоге Тан Шаои согласился. Позже, в связи с инцидентом с Ван Чжисяном, а также со стремлением Юань Шикая единолично узурпировать власть поскольку Тан Шаои посчитал, что конституция 1912 года была «низвергнута» и 27 июня ушёл в отставку с поста премьер-министра. После этого Тан Шаои жил в Шанхае и в 1914 году вместе с У Тинфаном основал страховую компанию «Венера» на объединённый капитал в размере 1 миллиона юаней. После смерти Юань Шикая в мае 1916 года Дуань Цижуй, лидер Аньхойской клики, сформировал кабинет министров и назначил Тан Шаои министром иностранных дел. Он прибыл в Пекин 17 сентября и сразу вступил в должность. 25 сентября 1916 года он столкнулся с протестами военных губернаторов и 29 сентября он ушёл в отставку. В августе 1917 года Тан Шаои отправился на юг, чтобы участвовать в движении в защиту конституции. 17 сентября Сунь Ятсен стал генералиссимусом военного правительства и назначил Тан Шаои министром финансов, однако он так и не вступил в должность. В мае 1918 года военное правительство сменилось на генерал-директорат, и парламент назначил Тан Шаои одним из семи лидеров. Во время мирных переговоров между Севером и Югом в 1919 году Тан Шаои служил представителем южного военного правительства, однако вскоре внутри военного правительства возникли раздоры. В 1920 году он покинул Гуанчжоу с Сунь Ятсеном и отправился в Шанхай, где противостоял Гуанскийской группировке. После изгнания Гуанскийской группировки из Гуанчжоу вслед за Сунь Ятсеном в ноябре, чтобы восстановить военное правительство, в Гуанчжоу вернулся и У Тинфан. Тан Шаои был назначен министром финансов. 5 мая 1921 года Сунь Ятсен занял пост чрезвычайного президента. Тан Шаои выступил против вступления Сунь Ятсена в должность Чрезвычайного президента, поэтому он подал в отставку со своей должности. В 1924 году он отказался от предложения стать министром иностранных дел временного правительства под предводительством Дуань Цижуя в Пекине
В августе 1922 года после победы в первой Чжили-Фэнтяньской войне Ли Юаньхун вернулся на пост президента Китайской Республики и назначил Тан Шаои премьер-министром, однако тот не отправился на север, чтобы вступить в должность. После создания Национального правительства в 1925 году Тан Шаои был назначен членом контрольной палаты ЦИК Гоминьдана, а также членом Национального правительства.

### Деятельность в уезде Чжуншань
В 1927 году Национальное правительство по предложению Тан Шаои переименовало уезд Сяншань в уезд Чжуншань в память о Сунь Ятсене. В 1929 году Национальное правительство приняло Чжуншань в качестве образцового уезда, и Тан Шаои был назначен председателем комитета политической опеки этого уезда.
С апреля 1929 года по октябрь 1934 года в период управления уездом Чжуншань Тан Шаои посвятил себя строительству своего родного города Санцзы. Самым важным политическим достижением стал план основать беспошлинный порт в уезде Чжуншань, а также планирование и подготовка района порта и его инфраструктуры.
В октябре 1934 года, когда строительство порта в уезде Чжуншань шло полным ходом, Чэнь Цзитан с помощью своих друзей подстрекал солдат уезда Чжуншань поднять мятеж под предлогом нехватки жалования, а также блокировал дом Тан Шаои и вынудил его уйти в отставку. Таким образом, строительство порта в уезде Чжуншань оборвалось на полпути. После этого Тан Шаои вместе со всей семьёй уехал жить в Шанхай и перестал принимать участие в политике.

## Смерть Тан Шаои

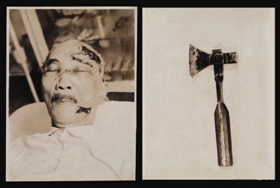
Смерть Тан Шаои

После начала антияпонской войны в 1937 году Тан Шаои остался в Шанхае и не отправился воевать в тыл. В первые дни антияпонской войны Тан Шаои по воле Чан Кайши вёл секретные переговоры о мире с японцами. После падения Шанхая он не отступил на запад и по-прежнему оставался жить на Фукайсен-роуд во французской концессии Шанхая, но под негласным надзором шпионов бюро расследований и статистики военного комитета Национального правительства. В сентябре 1938 года глава японской разведки Кэндзи Доихара лично приехал в Шанхай и провёл переговоры, переманивая Тан Шаои на свою сторону. Цай Чэнжэнь, тайванец, который в то время служил высокопоставленным шпионом японской секретной службы «Катаяма» в Шанхае, сообщил о случившемся главе бюро расследований и статистики военного комитета Национального правительства Дай Ли. Дай Ли получил всю информацию через секретаршу Тан Шаои, включая соглашение, подписанное Тан Шаои с японцами. Доказательства были очевидны. Зная, что Тан Шаои увлекается антиквариатом, бюро расследований и статистики потратило большую сумму денег на покупку пары фарфоровых ваз эпохи Сун. Агент Се Чжипань отправился к резиденции Тан Шаои и сообщил, что имеется партия антиквариата по невысокой цене. Тан Шаои был вне себя от радости и сразу же согласовал доставку товара к дверям резиденции.
В 9 часов утра 30 сентября Чжао Лицзюнь лично участвовал в операции. Притворившись антикваром, он вместе с помощниками Се Чжипань и Ли Ада на машине вместе отправились к резиденции Тан Шаои. Служанка резиденции Тан Шаои попросила гостей подождать в гостиной, а затем поднялся наверх, чтобы сообщить об их прибытии Тан Шаои. Когда служанка ушла, Чжао Лицзюнь спрятал спички, которые были в гостиной. Когда Тан Шаои последовал за служанкой вниз, он сказал ей предложить гостям сигареты и чай, однако служанка не смогла найти спички, поэтому развернулась, вышла из гостиной и пошла за ними в кладовку. В это время Тан Шаои внимательно оценивал антиквариат, не мог оторвать от него глаз. Ли Ада воспользовался возможностью, вытащил топор и ударил Тан Шаои по голове. Увидев, что Тан упал на пол, Чжао Лицзюнь приказал всем отойти назад, дабы сделать вид, что они прощаются с Тан Шаои, таким образом сбивая с толку телохранителей во дворе. Тан Шаои был доставлен в ближайшую больницу и скончался в 3:50 на следующее утро.
Чан Кайши приказал выплатить пять тысяч юаней на расходы на похороны и передать прижизненные достижения Тан Шаои в государственный комитет по составлению официальной истории, чтобы успокоить негодование общественности, возникшее после того, как новость о смерти Тан Шаои разлетелась по всей стране.

## Семья
Дочь Тан Шаои Тан Баоюэ была замужем за выдающимся дипломатом Гу Вэйцзюнем. Она умерла в октябре 1918 года во время пандемии гриппа 1918 года. Другая дочь Лора Тан была замужем за известным сингапурским филантропом Lee Seng Gee. Дочь от его первой жены Изобель была замужем за Генри К. Чаном, китайским послом и генеральным консулом в Сан-Франциско (1929).
1. ↑  Wang, Ke-wen. Modern China: an encyclopedia of history, culture, and nationalism. — Routledge, London, 1997. — P. 348. — ISBN 9780203306345. Архивная копия от 24 июня 2021 на Wayback Machine
2. ↑  利爾.萊博維茨(Liel Leibovitz) 紐約大學傳播學助理教授. 幸運兒：晚清留美幼童的故事. — 文化發展出版社, 2020. — P. 320. — ISBN 9787514227246.
3. ↑  李永胜，清末中外修订商约交涉研究，天津：南开大学出版社，2005年，第169页
4. ↑  John Stuart Thomson. China revolutionized. — INDIANAPOLIS : The Bobbs-Merrill company, 1913. — P. 105.
5. ↑  唐绍仪创办的金星人寿保险公司 -- 华侨历史文献档案馆. www.zghqwx.com. Архивировано 17 января 2021 года.
6. ↑  Wakeman, Frederic E. The Shanghai Badlands: Wartime Terrorism and Urban Crime, 1937-1941. — Cambridge University Press, 2002. — P. 48. — ISBN 9780521528719. Архивная копия от 24 июня 2021 на Wayback Machine
7. ↑  名人传记编辑部：《名流沧桑》，河南文艺出版社
8. ↑  Craft, Stephan G. V.K. Wellington Koo and the Emergence of Modern China. — University Press of Kentucky, 2004. — P. 45. — ISBN 9780813127286. Архивная копия от 24 июня 2021 на Wayback Machine
9. ↑  Hinners, David G. Tong Shao-Yi and His Family. — University Press of America, 1999. — P. 102. — ISBN 0-7618-1392-6.